# التهاب الخصية
اِلْتِهاب الخِصية (بالإنجليزية: Orchitis) هي التهاب الخصيتين، وهي حالة مرضية تكون مؤلمة للغاية في كثير من الأحيان التي تشمل على عدوى وتورم والتهابات متكررة للخصى، وغالباً ما تكون أعراض التهاب الخصية مشابهة لتلك التي تصاحب حالة (انفتال) أو لوي الخصية.

## الأعراض
الأعراض يمكن أن تشمل ما يلي:
- قذف دم.
- بول دموي (دم في البول).
- ألم شديد.
- تورم إحدى الخصيتين أو الاثنين بشكل يمكن رؤيته وغالبا ما تكون الغدد الليمفاوية الأربيية متورمة أيضا قرب المنطقة المصابة.

ويجب التفريق بين التهاب الخصية وبين حالة هامة أخرى هي انفتال الخصية
على اية حال هذه الحالة يتم تشخيصها من قبل الطبيب.

## الأسباب
التهاب الخصية ممكن أن يكون له علاقة بالتهاب البربخ (epididymitis) ومن ثم تنتقل العدوى للخصية، وكثيراً ما تسببت به بعض الأمراض المنقولة بالاتصال الجنسي مثل الكلاميديا والسيلان. كما يمكن أن تظهر خلال بعض حالات النكاف، وخصوصاً في المراهقين.
ورم الخصية الناتج عن انسداد صمامات الخصية (Ischemic orchitis) قد تنتج عن تلف الأوعية الدموية للحبل المنوي (spermatic cord) خلال جراحة ربو الفتق الأربيي (inguinal herniorrhaphy)، وفي أسوأ الحالات قد تؤدي إلى ضمور الخصية.

## التشخيص
- المسح بالموجات فوق الصوتية
- اختبار سرعة ترسب الدم

## العلاج
في معظم الحالات التي تكون فيها الخصية سببه التهاب البربخ (epididymitis) العلاج بالمضادات الحيوية مثل سيفالكسين أو سيبروفلوكساسين حتى تنتهي العدوى البكتيرية.
إذا كانت العدوى فيروسية المنشأ فلا يوصى بالمضادات الحيوية.
في جميع الحالات يوصى باستخدام عقاقير مضادات التهاب لاستيرويدية المضادة للالتهابات مثل نابروكسين أو عقار إيبوبروفين (naproxen or ibuprofen) ويوصى في تخفيف الألم. في بعض الأحيان إذا كان الألم قوي فتستخدم الأدوية الأفيونية، لا سيما الهايدروكودون (hydrocodone)، التي عادة ما يستخدم في غرف الطوارئ.

## التهاب الخصية لدي الحيوانات

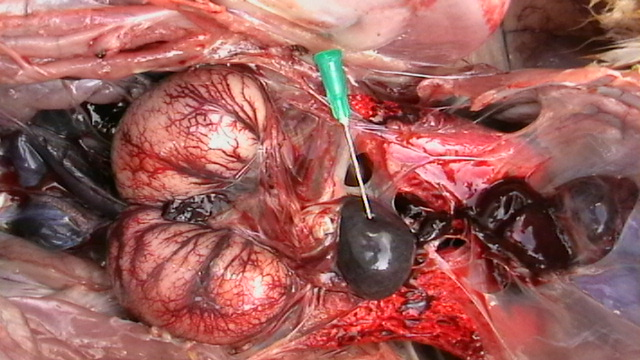
التهاب خصية حاد لدى ديك

التهاب الخصية ليس نادراً في الثيران والخرفان بل أيضاً يصاب به الدجاج.

## وصلات خارجية
- تعريف وشرح التهاب الخصية .| الخصية           | - التهاب الخصية - قيلة مائية خصوية - سرطان الخصية - انفتال الخصية - العقم عند الرجل - انعدام المني - وهن النطاف - فقد النطاف - فرط المني - نقص المني - قلة النطاف - موت النطاف - إمساخ نطفي                      |
| البربخ           | - التهاب البربخ - قيلة منوية - قيلة دموية |
| البروستاتا       | - التهاب البروستات - التهاب البروستاتا الحاد - التهاب البروستات الجرثومي المزمن - التهاب البروستات المزمن/متلازمة آلام الحوض المزمنة - التهاب البروستاتا عديم الأعراض - تضخم البروستات الحميد - سرطان البروستاتا |
| الحويصلة المنوية | - التهاب الحويصلة المنوية |

| القضيب | - التهاب الحشفة - التهاب الحشفة البلازماوي - التهاب الحشفة التقرني الظهاري الكاذب والصخري الشكل - شبم - اختناق القلفة الخلفي - قساح - عجز جنسي - عنانة - مرض بيروني - سرطان القضيب - كسر القضيب - حزاز متصلب |